# Afrika-Cup 1994
Der Afrika-Cup 1994 (engl.: African Cup of Nations, franz.: Coupe d'Afrique des Nations) war die 19. Ausspielung der afrikanischen Kontinentalmeisterschaft im Fußball und fand vom 26. März bis zum 10. April im Tunesien statt. Tunesien sprang als Ersatzausrichter für das ursprünglich vorgesehene Zaïre ein, das bereits vor Beginn der Qualifikation auf die Ausrichtung des Turniers verzichtete. Organisiert vom afrikanischen Fußball-Kontinentalverband Confédération Africaine de Football (CAF) nahmen wieder zwölf Mannschaften Ägypten, Elfenbeinküste, Gabun, Ghana, Guinea, Mali, Nigeria, Sambia, Senegal, Sierra Leone, Tunesien und Zaire teil.
Wie in den Jahren zuvor fand auch eine Qualifikation zur Reduzierung des Teilnehmerfeldes mit der neuen Rekordzahl von 39 Bewerbern auf die zwölf Endrundenteilnehmer statt, wobei Gastgeber Tunesien und Titelverteidiger Elfenbeinküste automatisch qualifiziert waren.
→ siehe Hauptartikel: Afrika-Cup 1994/Qualifikation
Gespielt wurde mit vier Gruppen zu je drei Teams. Die beiden besten Mannschaften jeder Gruppe spielten dann ab dem Viertelfinale im K.-o.-System den Turniersieger aus. Die Spiele wurden im Stade El Menzah (45.000 Plätze) und Stade Chedli Zouiten (18.000 Plätze) in Tunis  sowie im Stade Olympique de Sousse (21.000 Plätze) in Sousse ausgetragen.
Nigeria gewann das Turnier, wurde zum zweiten Mal nach 1980 Afrikameister im Fußball und war damit für den König-Fahd-Pokal 1995 qualifiziert, den Vorläufer des späteren FIFA-Konföderationen-Pokals.

## Gruppenphase

### Gruppe A
| Pl. | Land     | Sp. | S | U | N | Tore    | Diff. | Punkte |
| --- | -------- | --- | - | - | - | ------- | ----- | ------ |
| 1.  | Zaïre    | 2   | 1 | 1 | 0 | 002:100 | +1    | 03:10  |
| 2.  | Mali     | 2   | 1 | 0 | 1 | 002:100 | +1    | 02:20  |
| 3.  | Tunesien | 2   | 0 | 1 | 1 | 001:300 | −2    | 01:30  |

|                                                            |   |          |           |
| 26. März in Tunis (Stade El Menzah) (45.000 Zuschauer)     |   |          |           |
| Mali                                                       | – | Tunesien | 2:0 (2:0) |
| 28. März in Tunis (Stade Chedli Zouiten) (8.000 Zuschauer) |   |          |           |
| Zaïre                                                      | – | Mali     | 1:0 (0:0) |
| 30. März in Tunis (Stade El Menzah) (45.000 Zuschauer)     |   |          |           |
| Tunesien                                                   | – | Zaïre    | 1:1 (1:0) |

### Gruppe B
| Pl. | Land    | Sp. | S | U | N | Tore    | Diff. | Punkte |
| --- | ------- | --- | - | - | - | ------- | ----- | ------ |
| 1.  | Ägypten | 2   | 1 | 1 | 0 | 004:000 | +4    | 03:10  |
| 2.  | Nigeria | 2   | 1 | 1 | 0 | 003:000 | +3    | 03:10  |
| 3.  | Gabun   | 2   | 0 | 0 | 2 | 000:700 | −7    | 0:40   |

|                                                            |   |         |           |
| 26. März in Tunis (Stade El Menzah) (30.000 Zuschauer)     |   |         |           |
| Nigeria                                                    | – | Gabun   | 3:0 (1:0) |
| 28. März in Tunis (Stade Chedli Zouiten) (6.000 Zuschauer) |   |         |           |
| Gabun                                                      | – | Ägypten | 0:4 (0:2) |
| 30. März in Tunis (Stade El Menzah) (30.000 Zuschauer)     |   |         |           |
| Ägypten                                                    | – | Nigeria | 0:0       |

### Gruppe C
| Pl. | Land           | Sp. | S | U | N | Tore    | Diff. | Punkte |
| --- | -------------- | --- | - | - | - | ------- | ----- | ------ |
| 1.  | Sambia         | 2   | 1 | 1 | 0 | 001:000 | +1    | 03:10  |
| 2.  | Elfenbeinküste | 2   | 1 | 0 | 1 | 004:100 | +3    | 02:20  |
| 3.  | Sierra Leone   | 2   | 0 | 1 | 1 | 000:400 | −4    | 01:30  |

|                                       |   |                |           |
| 27. März in Sousse (10.000 Zuschauer) |   |                |           |
| Elfenbeinküste                        | – | Sierra Leone   | 4:0 (2:0) |
| 29. März in Sousse (6.000 Zuschauer)  |   |                |           |
| Sierra Leone                          | – | Sambia         | 0:0       |
| 31. März in Sousse (6.000 Zuschauer)  |   |                |           |
| Sambia                                | – | Elfenbeinküste | 1:0 (0:0) |

### Gruppe D
| Pl. | Land    | Sp. | S | U | N | Tore    | Diff. | Punkte |
| --- | ------- | --- | - | - | - | ------- | ----- | ------ |
| 1.  | Ghana   | 2   | 2 | 0 | 0 | 002:000 | +2    | 04:0   |
| 2.  | Senegal | 2   | 1 | 0 | 1 | 002:200 | ±0    | 02:20  |
| 3.  | Guinea  | 2   | 0 | 0 | 2 | 001:300 | −2    | 0:40   |

|                                       |   |         |           |
| 27. März in Sousse (10.000 Zuschauer) |   |         |           |
| Ghana                                 | – | Guinea  | 1:0 (0:0) |
| 29. März in Sousse (6.000 Zuschauer)  |   |         |           |
| Guinea                                | – | Senegal | 1:2 (1:0) |
| 31. März in Sousse (6.000 Zuschauer)  |   |         |           |
| Senegal                               | – | Ghana   | 0:1 (0:0) |

## Finalrunde
Alle Spiele im Rahmen von Doppelveranstaltungen.

### Viertelfinale
|                                                       |   |                |           |
| 2. April in Tunis (Stade El Menzah) (2.000 Zuschauer) |   |                |           |
| Zaïre                                                 | – | Nigeria        | 0:2 (0:0) |
| 2. April in Tunis (Stade El Menzah) (3.000 Zuschauer) |   |                |           |
| Ägypten                                               | – | Mali           | 0:1 (0:0) |
| 3. April in Sousse (8.000 Zuschauer)                  |   |                |           |
| Sambia                                                | – | Senegal        | 1:0 (1:0) |
| 3. April in Sousse (8.000 Zuschauer)                  |   |                |           |
| Ghana                                                 | – | Elfenbeinküste | 1:2 (0:1) |

### Halbfinale
|                                                       |   |                |                                 |
| 6. April in Tunis (Stade El Menzah) (2.000 Zuschauer) |   |                |                                 |
| Nigeria                                               | – | Elfenbeinküste | 2:2 n. V. (2:2, 2:2), 4:2 i. E. |
| 6. April in Tunis (Stade El Menzah) (2.000 Zuschauer) |   |                |                                 |
| Sambia                                                | – | Mali           | 4:0 (2:0)                       |

### Spiel um Platz 3
|                                                         |   |                |           |
| 10. April in Tunis (Stade El Menzah) (15.000 Zuschauer) |   |                |           |
| Mali                                                    | – | Elfenbeinküste | 1:3 (0:1) |

### Finale
|                                                         |   |        |           |
| 10. April in Tunis (Stade El Menzah) (25.000 Zuschauer) |   |        |           |
| Nigeria                                                 | – | Sambia | 2:1 (1:1) |

## Beste Torschützen
| Rang | Spieler            | Tore |
| ---- | ------------------ | ---- |
| 1    | Rashidi Yekini     | 5    |
| 2    | Joël Tiéhi         | 4    |
| 3    | Charles Akonnor    | 2    |
|      | Emmanuel Amuneke   | 2    |
|      | Michel Bassolé     | 2    |
|      | Elijah Litana      | 2    |
|      | Kenneth Malitoli   | 2    |
|      | Bashir Abdel Samad | 2    |

23 weitere Spieler erzielten je ein Tor.